# سولفیت لیتیم
سولفیت لیتیم (به انگلیسی: Lithium sulfite) با فرمول شیمیایی Li۲SO۳ یک ترکیب شیمیایی است؛ که جرم مولی آن ۸۸٫۰۱۲ می‌باشد.